# Antonio Nusa
Antonio Eromonsele Nordby Nusa (Langhus, 2005. április 17. –) norvég válogatott labdarúgó, az RB Leipzig játékosa.

## Pályafutása

### Klubcsapatokban
A Langhus és a Stabæk korosztályos csapataiban nevelkedett, majd 2020 májusában profiszerződést írt alá a Stabæk csapatával. 2021 elején többször is a felnőtt kerettel edzhetett. Májusban 3 évvel meghosszabbították a szerződését. Május 30-án mutatkozott be a bajnokságban a Rosenborg ellen 4–2-re elvesztett találkozón a 78. percben Kornelius Hansen cseréjeként. 2021. június 27-én megszerezte első gólját a klubban a Bodø/Glimt elleni 4–1-es vereség során. Három nappal később duplázott a Viking ellen.
2021. augusztus 28-án aláírt a belga Club Brugge csapatához. 2022. szeptember 13-án első gólját szerezte meg az UEFA-bajnokok ligájában a portugál Porto ellen 4–0-ra megnyert mérkőzésen. Ezzel ő lett a legfiatalabb norvég játékos, és a második legfiatalabb labdarúgó, aki gólt szerzett a sorozatban.
2024. augusztus 13-án ötéves szerződést írt alá a német RB Leipzig csapatával. Augusztus 17-én kupában a harmadosztályú Rot-Weiß Essen ellen 4–1-re megnyert mérkőzésen a 83. percben Amadou Haidara cseréjeként mutatkozott be, majd a következő percben Xavi Simons passzából megszerezte első gólját a klubban. Augusztus 24-én góllal debütált a VfL Bochum csapata ellen 1–0-ra megnyert bajnoki találkozón.

### A válogatottban
Többszörös norvég korosztályos válogatott, amellyel a 2023-as U21-es labdarúgó-Európa-bajnokságon is részt vett. 2023 augusztusában Ståle Solbakken szövetségi kapitány először hívta be a norvég válogatottba, amely Jordánia és Grúzia elleni mérkőzésekre készült. Szeptember 7-én góllal és gólpasszal mutatkozott be Jordánia ellen 6–0-ra megnyert barátságos mérkőzésen. 18 évesen és 144 naposan ő lett a legfiatalabb játékos, aki gólt szerzett a norvég válogatottban Roald Jensen óta, aki 1960. augusztus 28-án érte el ezt a rekordot.

## Család
Apja nigériai, míg anyja norvég származású. Apja, Joe Nusa a Follo FK csapatában lépett pályára több alkalommal.

## Sikerei, díjai

### Klub
- Club Brugge
  - Belga bajnok: 2021–22, 2023–24
  - Belga szuperkupa: 2022